# Комиссия Шоу (1929)

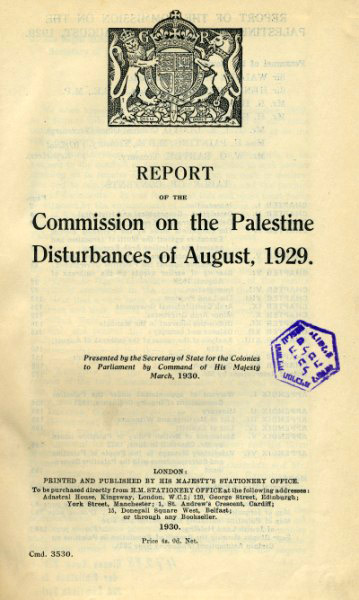
Shaw Report, March 1930

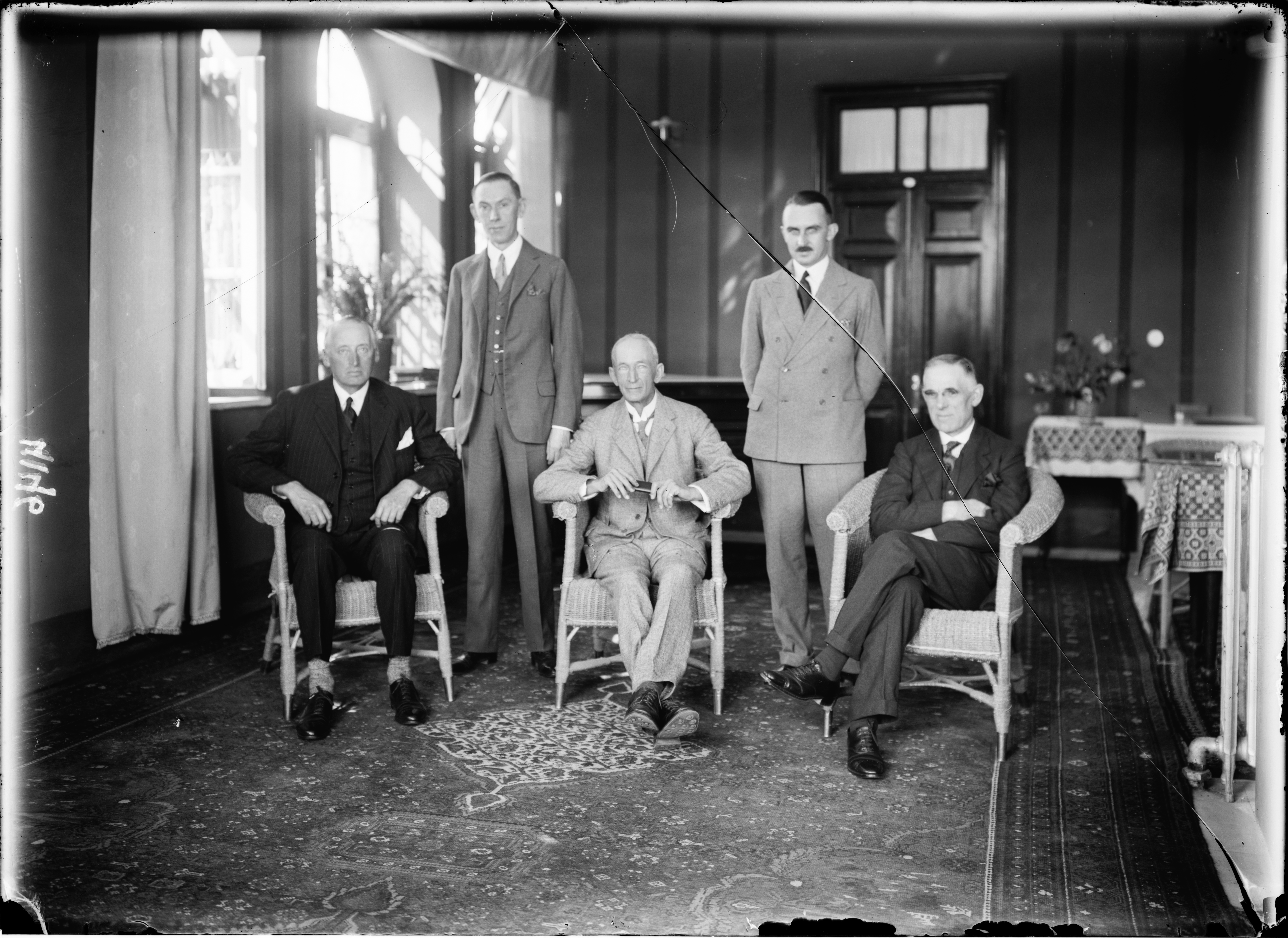
Комиссия Шоу (1929)

Комиссия Шоу — следственная комиссия, возглавляемая судьёй Уолтером Шоу (Walter Shaw) и созданная министерством по делам колоний Великобритании по следам арабских беспорядков 1929 года на территории Палестины.

## Выводы комиссии
После заслушивания свидетелей, комиссия пришла к выводу, что беспорядки были вызваны озабоченностью арабского населения Палестины по поводу репатриации евреев и покупкой ими земель в Палестине. Рекомендации комиссии Шоу состояли в жёстком контроле еврейской репатриации и прекращении продаж им земли. К тому же, комиссия призвала к созданию Законодательного собрания в котором превалировало бы арабское большинство, ограничению прав сионистских организаций и увеличению британских военных сил в Палестине.

## Комиссия Симпсона
После комиссии Шоу, была создана ещё одна комиссия во главе с Джоном Хоупом Симпсоном, которая провела два месяца в Палестине и рекомендовала ограничение еврейской репатриации по «экономическим причинам». По следам комиссий Шоу и Симпсона была издана Белая книга Пассфилда.